# Сарматов, Михаил Иванович
Михаи́л Ива́нович Сарма́тов (1888 — 1960) — русский и советский инженер-конструктор, создатель первого отечественного торфяного комбайна, автор множества оригинальных конструкций торфяных машин, работавших в промышленности. Профессор, заведующий кафедрами торфяных машин Московской горной академии и Московского торфяного института.

## Биография
Родился в Москве в 1887 году. В 1908 году поступил на механическое отделение Московского высшего технического училища, которое окончил в 1915 году. В 1916 году был призван на фронт, служил в армии до 1918 г.
В 1918—1921 гг. работал заведующим механическим отделением разработок торфа Редкинского торфопредприятия, а также преподавателем курсов, организованных Цуторфом для подготовки работников по добыче торфа. В 1921—1926 гг. был инженером-конструктором при Управлении торфотехники в Главторфе, доцентом на кафедре торфяных машин инженерного факультета Тимирязевской сельскохозяйственной академии (1923—1925).
В 1926—1933 гг. — заведующий конструкторской секцией Инсторфа, преподаватель курса торфяных машин (1925—1929), заведующий кафедрой торфяных машин (1929—1931) на торфяном отделении Московской горной академии, заведующий кафедрой торфяных машин, профессор Московского торфяного института (1931—1933). В 1927—1928 гг. участвовал в заказе и покупке торфяных машин в Германии.
Тройкой Полномочного представительства Объединенного государственного политического управления Московской области при Совете народных комиссаров СССР 30 сентября 1933 года М. И. Сарматов был осужден по статье 58-7 и заключен в исправительно-трудовые лагеря на пять лет. В 1937 году по ходатайству НКВД СССР судимость была снята.
До 1939 года работал старшим инженером-конструктором на Торфозаводстрое — Управлении по проектированию, строительству и эксплуатации заводов искусственного обезвоживания торфа. Руководил конструкторской группой в 1936—1937 гг. на строительстве Туломской гидроэлектростанции, Волгострое. Работал доцентом на кафедре механической переработки торфа Московского торфяного института с 1939 года, читал курс «Машины и аппараты механической переработки торфа».
Скончался в 1960 г.

## Научная и изобретательская деятельность
В период создания техники фрезерного способа добычи торфа М. И. Сарматов выполнял опытно-конструкторские работы, анализируя преимущества метода поверхностного фрезерования Инсторфа, выбирая схемы разработок, направленные на механизацию всех операций на добыче, снижение металлоемкости конструкций, увеличение выхода торфа, уменьшение подготовительных работ, сокращение площадей добычи, сокращение сроков сушки торфа. В 1927 году по его проекту была испытана фреза с жесткозакрепленными ножами, предназначенная для фрезерования залежи вместе с древесными включениями.
М. И. Сарматов принимал участие в создании пневматического транспортирования торфа в 1928—1929 гг. вместе с инженерами С. Г. Солоповым и Е. В. Чарнко. В 1930 году ими был создан первый опытный образец пневматического комбайна для уборки фрезерного торфа. Исследования в области пневматического способа добычи торфа он продолжил в 1946—1947 гг.
В 1939—1940 гг. по заданию Главсевморпути доцент М. И. Сарматов вместе с аспирантом АН БССР В. М. Наумовичем и инженером-технологом П. С. Предтеченским исследовали брикетирование торфа в смеси с угольным штыбом в лаборатории профессора Н. А. Наседкина. Этот вопрос возник в связи с использованием штыба Шпицбергенского угля, скопившегося в Мурманском порту, и одновременно с использованием торфа местных болот для топливных нужд. Получение торфяного топлива существовавшим на тот момент способом в районе Мурманска затруднительно и ненадежно из-за метеорологических условий. В результате этих исследований была разработана технологическая схема круглогодового производства топлива из смеси торфа-сырца со штыбом. Данные М. И. Сарматова по получению брикетов из торфа-сырца и каменноугольного штыба были использованы профессором Наседкиным для теоретического обоснования влияния дренирующих добавок на уменьшение времени отжатия воды из торфа.
В 1945 году предложил за счет применения пневматического принципа сбора сухой торфяной крошки получать фрезерный торф влажностью 20-30 % при малой длительности цикла добычи (3-4 ч) и мелком фрезеровании. Такой торф предполагалось подвергать брикетированию без искусственной досушки, то есть получать полубрикет. В 1946 году исследовал сплошное фрезерование и считал целесообразным создание прицепа для фрезерования пнистой залежи тонким слоем. С 1948 года занимался разработкой фрезы для сплошного фрезерования торфяной залежи. Испытания опытного рабочего аппарата проводились в 1954—1955 гг. на Южно-Алферовском торфопредприятии в Московской области. Они подтвердили возможность разработки пнистых торфяных залежей путем сплошного фрезерования вместе с пнями.
Одно из направлений работы М. И. Сарматова — брикетирование торфа. В 1947 году он защитил кандидатскую диссертацию на тему «Кольцевой брикетный пресс». В 1948 году опубликовал книгу «Оборудование заводов механической переработки торфа». Это было первое учебное пособие по машинам механической переработки торфа для студентов технологической специальности Московского торфяного института. В нем рассматриваются конструкции разнообразного оборудования по транспортированию, дроблению, грохочению, обезвоживанию, брикетированию торфа, даны примеры расчетов.

## Изобретения
Автор множества проектов и конструкций, в том числе ряда изобретений. Получил патенты (лично и в соавторстве) на следующие конструкции:
- элеваторную торфяную установку для ручной выемки торфа (1929),
- машину для уборки сухого фрезерованного торфа с помощью щетки (1929),
- катучую опору для проволочно-канатного транспортера (1929),
- машину для послойного разрыхления и отделения торфа с поверхности торфяной земли (1930),
- машину для измельчения и собирания сушеного торфяного слоя (1930),
- канатную дорогу (1931),
- приспособление для изменения рабочей длины канатного транспортера (1933),
- пневматическое сопло для уборки фрезерного торфа (1934).
- устройство для очистки торфяной фрезерной крошки от древесных остатков и неразложившихся волокон (1945),
- пневматическое сопло для собирания сыпучих материалов из расстила, например фрезерного торфа (1948),
- машину для фрезерования торфа (1948),
- устройство для формования кусков торфа (1950),
- фрезерно-формовочный способ добычи торфа (1950),
- машину для фрезерования, переработки и формования торфа (1950),
- пневматический валкователь фрезерного торфа (1955).

## Избранные труды
- Сарматов М.И. Оборудование заводов механической переработки торфа. — М.: Госэнергоиздат, 1948.
- Сарматов М.И. Элементы теории и расчета прессов для брикетирования угля. — М.: Углетехиздат, 1954.
- Булынко М.Г., Иванов В.Н., Сарматов М.И. Брикетирование торфа. — Москва; Ленинград: Госэнергоиздат, 1962.